# Angela Nikodinov
Angela Nikodinov (9 de maig 1980) és una ex-patinadora estatunidenca. Va ser campiona dels quatre continents en 2000. El gener de 2005, pocs dies abans dels campionats dels Estats Units d'Amèrica, Angela va estar involucrada en un accident de cotxe en què va morir la seva mare i ella i el seu entrenador foren ferits. El resultat fou que Angela hagué de retirar-se de la carrera esportiva.